# Bản mở rộng
Bản mở rộng (tiếng Anh: expansion pack) là phần bổ sung cho một game nhập vai, tabletop game, trò chơi máy tính hoặc trò chơi điện tử. Những tiện ích này thường thêm vào các bản đồ, màn chơi, vũ khí, vật phẩm mới của game hoặc tuyến cốt truyện mở rộng cho một tựa game hoàn chỉnh đã được phát hành. Khi các bản mở rộng của board game thường được thiết kế bởi nhà sáng tạo ban đầu, nhà phát triển trò chơi điện tử đôi khi ký hợp đồng phát triển các bản mở rộng cho một công ty bên thứ ba (xem Hellfire dành cho Diablo), đôi khi các hãng có thể lựa chọn để phát triển bản mở rộng của chính hãng hoặc có thể làm cả hai (Ensemble Studios từng phát triển trò chơi chiến lược thời gian thực Age of Empires III và bản mở rộng đầu tiên tự gọi là The WarChiefs, nhưng đã ký hợp đồng với Big Huge Games cho bản mở rộng thứ hai là The Asian Dynasties). Board game và game nhập vai tabletop đã từng thực hiện việc tiếp thị bản mở rộng từ những năm 1970 và các trò chơi điện tử đã từng phát hành các bản mở rộng từ những năm 1980, ví dụ đầu tiên là tựa game Dragon Slayer, Xanadu Scenario II và Sorcerian.

## Tóm lược
Giá của một bản mở rộng thường rẻ hơn nhiều hơn so với phiên bản gốc. Khi bản mở rộng gồm toàn bộ các nội dung bổ sung thì hầu hết chúng đều yêu cầu cần phải có bản gốc mới chơi được. Trò chơi với nhiều bản mở rộng thường bắt đầu bán kèm phiên bản đầu tiên với các bản mở rộng trước đó, chẳng hạn như The Sims Deluxe Edition (The Sims với The Sims: Livin 'Large). Những gói này làm cho game dễ tiếp cận hơn với người chơi mới. Khi trò chơi tới gần kết thúc vòng đời của chúng, nhà xuất bản thường phát hành một bộ sưu tập 'complete' (hoàn chỉnh) hoặc bộ 'gold collection' (sưu tập vàng) trong đó bao gồm các phiên bản và tất cả các bản mở rộng tiếp theo của nó.

## Bản mở rộng độc lập
Một số bản mở rộng không yêu cầu phải có phiên bản gốc, để sử dụng những nội dung mới như là trường hợp với Half-Life: Blue Shift hoặc Sonic & Knuckles. Trong một số trường hợp, một bản mở rộng độc lập như Heroes of Might and Magic III: The Shadow of Death hoặc Dungeon Siege: Legends of Aranna bao gồm cả bản gốc. Bản mở rộng độc lập thường được các nhà bán lẻ trò chơi ưa thích kể từ khi họ yêu cầu ít không gian kệ và nói chung là dễ di dời hơn vì họ không cần thực hiện các điều kiện tiên quyết của việc sở hữu bản game gốc. Thông thường, các tựa game nâng cao hoặc những bộ tuyển tập sẽ được phát hành như "Game of the Year edition" (ấn bản game của năm), "Director's Cut" và v.v… đều là những ví dụ về bản mở rộng độc lập. Trong một số bản độc lập nếu ai đó không có phiên bản đầu tiên hoặc trước đó, do vậy họ không thể sử dụng các đơn vị hoặc chủng tộc nhất định có trong các game khác tại mục chơi mạng.

## Bản mở rộng game console
Bản mở rộng phần lớn đều phát hành cho các tựa game máy tính, nhưng đang có xu hướng trở nên ngày càng phổ biến dành cho các tựa game trò chơi điện tử hệ console, đặc biệt là do sự phổ biến của các dịch vụ console trực tuyến như Xbox Live và PlayStation Network. Số lượng ngày càng tăng của các trò chơi đa nền tảng cũng dẫn đến việc phát hành các bản mở rộng nhiều hơn trên các hệ máy console, đặc biệt là bản mở rộng độc lập (như mô tả ở trên). Ví dụ như tựa game Command & Conquer 3: Kane's Wrath, yêu cầu phải có bản gốc Command & Conquer 3: Tiberium Wars để chơi trên máy tính, nhưng phiên bản Xbox 360 đều có sẵn cả hai bản Tiberium Wars và Kane's Wrath mà không cần phải đòi hỏi lẫn nhau. Thêm một ví dụ khác nữa là tựa game Grand Theft Auto: London, 1969 là bản mở rộng đầu tiên phát hành trên hệ máy PlayStation. Trò chơi yêu cầu người chơi phải lấy đĩa London ra và bỏ đĩa bản gốc Grand Theft Auto vào rồi lấy ra, sau đó lại bỏ đĩa London vào lần nữa thì mới chơi được. Ngoài ra còn trò Sonic & Knuckles cho hệ máy Sega Mega Drive/Genesis có điểm không bình thường ở chỗ nó có chức năng như một băng độc lập và là một bản mở rộng cho cả hai bản Sonic the Hedgehog 2 và Sonic the Hedgehog 3.